# Parco provinciale Tatshenshini-Alsek

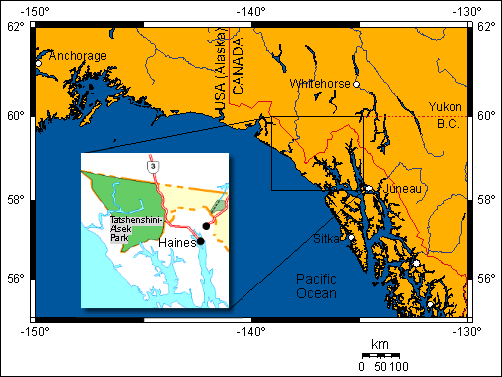
Il parco provinciale Tatshenshini-Alsek

Il Parco provinciale Tatshenshini-Alsek (in inglese: Tatshenshini-Alsek Provincial Wilderness Park) è un'area protetta che si trova nell'angolo più nord-occidentale della provincia della Columbia Britannica, in Canada. Il parco, che si estende su di un'area di 9.580 chilometri quadrati, venne istituito nel 1993 dopo un'intensa battaglia condotta dalle organizzazioni per la conservazione di Stati Uniti e Canada, che volevano fermare l'esplorazione di questa regione da parte dell'industria mineraria e proteggere un'area ricca di biodiversità e di bellezze naturali.
Il parco confina con i parchi nazionali Kluane, nello Yukon, Glacier Bay e Wrangell-St. Elias, in Alaska, e con essi fa parte dei Patrimoni dell'umanità dell'UNESCO.

## Storia
Lungo i fiumi di quest'area si trovavano anticamente numerosi villaggi di pescatori Tlingit e Tutchone. Il confine orientale del parco segue una vecchia via usata dalla tribù Chilkat per commerciare con popolazioni Tutchone.
A metà del XIX secolo si verificò una tragica inondazione quando un lago (che da anni era semi-ostruito dall'avanzata di un ghiacciaio) esondò a causa del blocco completo del fiume Alsek. Questo provocò un muro d'acqua alto 7 metri e largo 15 che spazzò via un intero villaggio Tutchone, a Dry Bay.
Tatshenshini-Alsek è stata una delle ultime regioni della Columbia Britannica ad essere esplorate. Durante gli anni sessanta si ebbero le prime esplorazioni geologiche per la ricerca di minerali, grazie alle quali vennero trovati ingenti depositi di rame nelle vicinanze della Windy Craggy Mountain.
Negli anni settanta si cominciò a sfruttare turisticamente la zona, discendendo i fiumi Tatshenshini e Alsek (rafting). Negli anni ottanta venne avanzata la proposta di aprire una miniera a cielo aperto sulla cima del Windy Craggy.
Nel 1991 venne istituito il Tatshenshini International, una federazione delle 50 più importanti organizzazioni ambientaliste del Nordamerica, che iniziò un'intensa campagna contro lo sfruttamento minerario della regione. Questo sforzo ricevette notevole attenzione sia negli Stati Uniti che in Canada e giunse sia al Congresso che alla Casa Bianca, con l'interessamento in prima persona del Vicepresidente Al Gore. In seguito a tutte queste pressioni, il Primo ministro della Columbia Britannica Mike Harcourt decise nel 1993 di proteggere la regione Tatshenshini-Alsek come un parco di Classe A. I detentori dei diritti d'estrazione del Windy-Craggy ricevettero un indennizzo di 103,8 milioni di dollari.
Nel 1999 un gruppo di cacciatori trovò i resti di un essere umano ai piedi di un ghiacciaio. Il corpo, molto ben conservato, risultò essere vecchio di 550 anni.

## Natura

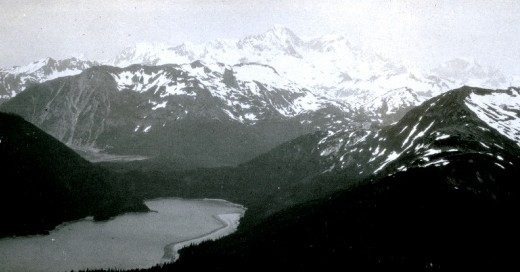
Dixon Harbor, con al centro il monte Fairweather

I fiumi Alsek e Tatshenshini scorrono attraverso il parco formando vallate a forma di "U". Le gole che hanno scavato lasciano entrare l'aria fresca e umida dell'oceano nel freddo interno. Il rapido raffreddamento di quest'aria, le frequenti alluvioni e valanghe, una complessa geologia e i grandi cambi d'altitudine hanno contribuito a creare una gran varietà di habitat naturali.
Nel parco si trova una notevole popolazione di grizzly e l'unica popolazione canadese di orso nero americano. Oltre agli orsi, qui si possono trovare pecore di Dall, capre delle Montagne Rocciose, alci, lupi grigi, aquile di mare e reali, falchi pellegrini e girfalchi.
Lungo le coste sono presenti leoni marini e megattere.
All'interno del parco si trova la catena montuosa Alsek con il Mount Fairweather, la cima più elevata della provincia con 4.663 metri. La regione Tatshenshini-Alsek si trova in una zona ad alta attività sismica.